# Pedro III de Arborea
Pedro III (1347) foi  juiz-rei de Arborea entre 1336 e a sua morte.

## Biografia
Era o filho primogénito de Hugo II de Arborea e a sua esposa Benedita. Tinha vários irmãos, de entre os quais se destaca Mariano, que lhe sucederia no trono. Pertencia à dinastia reinante catalano-sarda de Bas-Serra.
Com a morte do seu pai em 1336, Pedro assumiu o trono, ao comunicar ao rei Afonso IV de Aragão que tinha pretensão de ser o governante de toda a Sardenha sob investidura papal.  Antes de 1326, já estava casado com Constança (m. 18 de fevereiro de 1348), filha de  Tomás II, marquês de Saluzzo. O reinado de Pedro não teve grande destaque, sendo fortemente influenciado pelos seus ministros e inclusivamente pelo arcebispo de Arborea.
Afonso IV de Aragão faleceu em 1336 e quando o novo rei, Pedro IV, subiu ao trono, o irmão do juiz, Mariano, rendeu-lhe homenagem. Como prémio pela sua vassalagem, Mariano receberia o  condado de Goceano.
Sabe-se pouco sobre o reinado deste monarca. A 22 de setembro de 1343 obteve permissão do papa Clemente IV para fundar um mosteiro da Ordem das Clarissas. Faleceu sem descendência em 1347 e a sua viúva, Constança, ter-se-á refugiado no mosteiro recentemente fundado, onde faleceu no ano seguinte. O trono passaria para o irmão, Mariano, que, até então residente na Catalunha, teve de regressar com a sua família a Oristano.